# گلوسا
گلوسا (به انگلیسی: Glosa) یک زبان میانجی جهانی ساخته شده بر اساس Interglossa (پیش نویس قبلی یک زبان کمکی منتشر شده در سال ۱۹۴۳) است. اولین فرهنگ لغت گلوسا در سال ۱۹۷۸ منتشر شد. نام این زبان از ریشه یونانی glossa به معنای زبان گرفته شده است.
گلوسا یک زبان منزوی است، به این معنی که کلمات هرگز تغییر شکل نمی‌دهند و املای گلوسا نیز کاملاً منظم و آوایی است. به عنوان یک زبان منزوی، تصریف وجود ندارد، به طوری که کلمات، صرف نظر از اینکه چه کارکردی در جمله دارند، همیشه به شکل فرهنگ لغت خود باقی می‌مانند. در نتیجه، توابع گرامری، زمانی که از زمینه مشخص نباشد، توسط تعداد کمی از کلمات عملگر و با استفاده از ترتیب کلمات (نحوه نحو) انجام می‌شود. گلوسا به عنوان یک زبان پسینی، بیشتر واژگان خود را از ریشه‌های یونانی و لاتین گرفته که توسط نویسندگان به دلیل استفاده آنها در علم، یک زبان بین‌المللی محسوب می‌شود.